# Grande Sud (partito politico)
Grande Sud (GS) è stato un partito politico italiano di orientamento autonomista e meridionalista.
Inizialmente avevano aderito a Grande Sud tre partiti meridionalisti:
- Forza del Sud, formazione guidata da Gianfranco Micciché (ex Forza Italia);
- Io Sud, fondato da Adriana Poli Bortone[2].
- Noi Sud di Arturo Iannaccone (già esponente di spicco del Movimento per le Autonomie)[3].

Successivamente Noi Sud e Io Sud hanno ritirato la loro adesione al progetto.

## Storia

### Origini e debutto elettorale

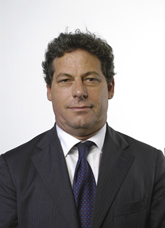
Gianfranco Micciché, già segretario di Forza del Sud prima della nascita del nuovo soggetto politico

Il 14 luglio 2011 Gianfranco Micciché, leader di Forza del Sud, annuncia la nascita di una federazione dei movimenti del Sud che possa fare da analogo e controparte alla Lega Nord.
Grande Sud si presenta per la prima volta in occasione delle elezioni regionali in Molise di ottobre 2011 a sostegno del candidato di centrodestra Angelo Michele Iorio; nella tornata elettorale ottiene 11 755 voti (il 6,53% del totale) ed elegge 2 consiglieri regionali.
Al momento della sua nascita, erano ascrivibili all'area di Grande Sud i sette deputati di Forza del Sud fuoriusciti dal PdL (Giuseppe Fallica, Ugo Grimaldi, Maurizio Iapicca, Gianfranco Micciché, Marco Pugliese, Francesco Stagno D'Alcontres e Giacomo Terranova) e i tre deputati della componente "Noi per il Partito del Sud - Lega Sud Ausonia (Grande Sud)" (Elio Vittorio Belcastro, Arturo Iannaccone e Americo Porfidia), costituita il 7 novembre 2011. Successivamente tale componente cambierà il proprio nome in "Noi per il Partito del Sud - Lega Sud Ausonia" (il 21 dicembre 2011) ed infine in "Autonomia Sud - Lega Sud Ausonia - Popoli Sovrani d'Europa" (il 7 novembre 2012).
Il 18 gennaio 2012 i sette deputati di Forza del Sud, insieme a Gerardo Soglia (anch’egli  proveniente dal PdL) e Aurelio Salvatore Misiti (ex deputato di IdV, MpA e Repubblicani - Azionisti), costituiscono la componente "Grande Sud-PPA" all'interno del gruppo misto. Il 14 marzo si aggiunge ad essi anche Giancarlo Pittelli, ex deputato Pdl e dei Liberali per l'Italia.
Al Senato invece avevano aderito a Grande Sud quattro senatori iscritti al gruppo Coesione Nazionale: i tre senatori di Forza del Sud Roberto Centaro, Mario Ferrara e Salvo Fleres, e la senatrice di Io Sud Adriana Poli Bortone.

### Elezioni regionali in Sicilia del 2012
Il 28 agosto 2012 Gianfranco Micciché annuncia la propria candidatura a governatore della Regione Siciliana per le elezioni di ottobre. È sostenuto anche dal Partito dei Siciliani (emanazione del Movimento per le Autonomie del presidente dimissionario Raffaele Lombardo) e da Futuro e Libertà per l'Italia (FLI). La sua candidatura nasce in contrasto con il PdL, dopo una precedente ipotesi di accordo nell'area del centrodestra legata alla candidatura dell'ex presidente della Provincia di Catania Nello Musumeci.

### Elezioni politiche del 2013
Alle elezioni politiche del 24 e 25 febbraio del 2013 Grande Sud entra a far parte della coalizione di centrodestra capeggiata da Silvio Berlusconi. Alla Camera Grande Sud si presenta una lista unica insieme al Partito dei Siciliani-MpA, mentre al Senato si presenta con una lista autonoma.
Il ritorno nella coalizione di Silvio Berlusconi crea però il malumore e la fuoriuscita di molti esponenti siciliani del partito, che vede una significativa riduzione anche in seno all'Assemblea Regionale Siciliana.
Il risultato elettorale delle elezioni politiche del 2013 porta all'elezione di tre senatori: in Calabria viene eletto Giovanni Emanuele Bilardi nella lista del partito, mentre in Sicilia e in Campania vengono eletti Mario Ferrara e Giovanni Mauro nelle liste del Popolo della Libertà. La corsa separata per il Senato in Sicilia di Grande Sud e del Partito dei Siciliani-MpA impedisce ad entrambe le liste (che ottengono rispettivamente l'1,07 e il 2,16% dei voti) di superare la soglia di sbarramento regionale del 3%, perciò Micciché e Lombardo, candidati come capilista rispettivamente per GS ed MpA in quella regione, non vengono eletti.
I tre senatori di Grande Sud aderiscono al gruppo Grandi Autonomie e Libertà, e con la nascita del Governo Letta Micciché viene nominato sottosegretario alla pubblica amministrazione e semplificazione.

### La confluenza in Forza Italia
Il 23 novembre 2013 Micciché ha annunciato l'adesione di Grande Sud alla rinata Forza Italia di Silvio Berlusconi.
In seguito al passaggio di Forza Italia passata all'opposizione, Micciché ha anche rassegnato le dimissioni da sottosegretario del governo Letta.
A tal proposito, dei tre senatori di Grande Sud, Giovanni Bilardi lascia il partito ed il gruppo GAL, aderendo al Nuovo Centrodestra di Angelino Alfano ed entrando così in maggioranza; invece, Mario Ferrara e Giovanni Mauro aderiscono ufficialmente a Forza Italia, pur rimanendo all'interno del gruppo parlamentare GAL per evitarne lo scioglimento.